# Linia kolejowa Nantes – Châteaubriant
Linia kolejowa Nantes-Châteaubriant – linia kolejowa w departamencie Loara Atlantycka we Francji, obecnie zamknięta. Zbudowana została przez Compagnie du Chemin de fer de Paris à Orléans i służyła pociągom na trasie Nantes-Rennes. Po wybudowaniu linii Rennes-Redon, doszło do marginalizacji linii, co doprowadziło do jej zamknięcia w 1980.
Planowane jest wprowadzenie ponownego ruchu pasażerskiego na tej linii w 2012 w formie tramwaju dwusystemowego.